# خاناگالی
خاناگالی (به ترکی آذربایجانی: Xanağalı) یک روستا در جمهوری آذربایجان است که در شهرستان بردع واقع شده‌است. خاناگالی ۵۶۵ نفر جمعیت دارد.